# Пйотр Тиліцький
Пйотр Тиліцький (пол. Piotr Tylicki; 1543 — 13 липня 1616) — державний і церковний діяч, правник Речі Посполитої.

## Життєпис
Походив з дрібного шляхетського роду Тиліцьких гербу Любич з великої Польщі. Син Анджея Тиліцького, війта міста Коваль. Навчався правництву в Краківській академії.
У віці 45 років він став дияконом, після чого служив в королівській канцелярії. Під час правління короля Стефана Баторія став королівським секретарем. Протягом 1580-х років керував церковними бенефіціями — був каноніком у Варшаві, Перемишлі, Сандомирі, Кракові, Плоцьку, Познані і на Вармії.
Після висвячення на священика став настоятелем в Малгоще і Гнєзно. Отримав також ленчицьку схоластику. У 1591 році був призначений Сигізмундом III великим коронним рефендарем. 1598 року стає великим коронним підканцлером (до 1604 року).
Після смерті хелмінського єпископа Пйотра Костки 17 липня 1595 року отримав цю дієцезію. 17 серпня того ж року папа римський підтвердив це призначення. У жовтні відбулося висвячення на хелмінського єпископа. Тиліцький запросив до Торуня єзуїтів і перешкоджав організації протестантських шкіл і церков. 1598 року як депутат вального сейму підтримав завершення формування «Прусської коректури» для Королівської Пруссії та її затвердження. 1599 року надав нові статути хелмінському капітулу. Того ж року вплинув на генеральний сеймик Королівської Пруссії, щоб домогтися згоди на офіційний друк «Прусської коректури».
5 червня 1600 року обраний вармійським єпископом. Затверджений на цій посаді 7 жовтня, вступив на посаду в 1601 році. З 1601 року регулярно стає учасником сеймів. 1602 року надав нові привілеї конгрегації сестер-катеринок у місті Бранево.
У листопаді 1603 року король призначив Тиліцького куявсько-поморським єпископом. Фактично вступив на кафедру 1604 року. На цій посаді він пробув до січня 1607 року, коли він був призначений краківським єпископом.
На чолі краківської дієцезії опікувався реалізацією рішень Тридентського собору, благодійністю і будівництвом храмів, підтримкою Краківської академії. 1612 року надав селу Містечко права міста і власний герб, на дяку його було перейменовано на Тиліч. 1615 року разом із братом Якубом став фундатором домініканського костелу святого Миколая в Торуні.
Помер 13 липня 1616 року в Кракові.